# Relazioni in torno al primo viaggio di circumnavigazione
Relazioni in torno al primo viaggio di circumnavigazione, és una obra escrita per Antonio Pigafetta qui va acompanyar com a cronista Fernando de Magallanes i Juan Sebastián Elcano en el seu viatge arreu del món.
Pigafetta va prendre notes cada dia del viatge que va començar a l'agost de 1519 i va concloure al setembre de 1522.

## L'obra
Sovint es fa referència a aquesta obra com la Relació de Pigafetta, o com El primer viatge al voltant del globus . L'original no es conserva. Va ser l?única obra narrativa coneguda d?Antonio Pigafetta.
Pigafetta va recopilar nombroses dades sobre la geografia, el clima, la flora, la fauna i els habitants indígenes dels llocs recorreguts; el seu minuciós relat va ser un document de gran valor, sobretot pels seus apunts de nàutica i lingüística. Sense el diari, la informació del viatge de Magallanes seria molt incompleta. Va començar a escriure el dia de la seva partida i va acabar tres anys després, el mateix dia que torna a Espanya.
Pigafetta, per exemple, va recollir mostres de vocabulari d'alguns dels pobles indígenes amb què es van trobar com les primeres paraules en cebuà. De Brasil per exemple, algunes com: rei, cacich ; bé, tum ; casa, bou ; llit, hamac ; pinta, chipag ; ganivet, tar-se ; cascavells, hanmaraca ; tisores, pirame ; ham, pinda ; vaixell, canee ; mijo, blat de moro ; farina, hui ; etcètera.
Descobreix el pingüí de Magallanes, el llop marí i el guanac :
| «                | « Costejant sempre aquesta terra cap al pol Antàrtic, ens vam aturar a dues illes que només vam trobar poblades per pengüins i llops marins. Els primers existeixen en aquesta abundància i són tan mansos que en una hora vam agafar provisió abundant per a les tripulacions de les cinc naus. Són negres i sembla que tenen tot el cos cobert de plomes petites, i les ales desproveïdes de les necessàries per volar, com en efecte no volen: s'alimenten de peixos i són tan grossos que per plomar-los ens vam veure obligats a treure'ls la pell. El bec s'assembla a una banya. Els llops marins són de diferents colors i més o menys de la mida d'un vedell, als quals s'assemblen també al cap. Tenen les orelles curtes i rodones i les dents molt llargues; manquen de cames, i les seves potes, que estan enganxades al cos, s'assemblen força a les nostres mans, amb ungles petites, encara que són palmípedes, és a dir, que tenen els dits units entre si per una membrana, com les nedadores d'un ànec. Si aquests animals poguessin córrer serien ben temibles perquè van manifestar que eren molt ferotges. Neden ràpidament i només viuen de peix. (..) Aquest animal té el cap i les orelles de mula, el cos de camell, les cames de cérvol i la cua de cavall, el renill del qual imita.» | » |
| — — A. Pigafetta | |   |

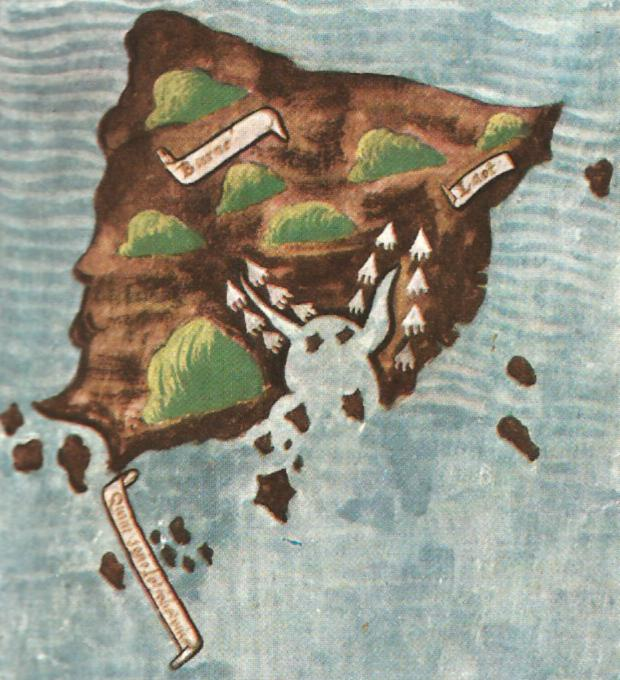
L'illa de Borneo segons Pigafetta, ed. Amoretti, 1800.

En viatjar pel món, Magallanes i la seva tripulació van aprofundir en els seus coneixements del cel de l'hemisferi sud. Antonio descriu, en particular, un núvol de boira que ara porta el nom de Núvols de Magallanes.

### Edicions
El manuscrit original de Pigafetta s'ha perdut. La primera versió impresa va ser un resum en francès titulat Le voyage et nauigation, publicat a París cap a 1525, del qual van derivar totes les altres versions i traduccions fins a finals del segle xviii. En 1800, Cario Amoretti va descobrir una còpia íntegra de l'obra original de Pigafetta a la Biblioteca Ambrosiana de Milà D'aquí va publicar Amoretti una edició completa en italià i un any després una en francès.
A partir d'aquesta traducció francesa, l'historiador xilè José Toribio Medina va realitzar la primera traducció a l'espanyol publicada el 1888 inclosa per ell a la Col·lecció de documents inèdits per a la història de Xile.

### Estructura
Antonio Pigafetta escriu un diari personal del viatge que posteriorment converteix en un llibre de viatge ja que escriu un pròleg posterior per al lector on exposar les seves raons del viatge. És aquí on a més de justificar la seva obra per entretenir, també vol arribar a la posteritat. Els llibres de viatge en el Renaixement es veuen molt influenciats per autors com Marco Polo, Américo Vespucio, Suetoni, o la Naturalis història de Plini el Vell.
El viatge és el fil argumental del diari, en forma de vegades d'epopeia, amb naufragis, tempestes o aparició de presagis com el foc de San Telmo, es converteixen als esdeveniments sobrenaturals en manifestacions de la voluntat divina. És la influència del seu temps, la projecció de la fe cristiana, una de les bases per a l'assentament de l'era dels descobriments.
A Fernando de Magallanes se li presenta com l'heroi de l'obra, seguint els cànons de la literatura cavalleresca.
| «              | El capità general Fernando de Magallanes havia resolt emprendre un llarg viatge per l'Oceà, on els vents bufen amb furor i on les tempestes són molt freqüents. Havia resolt també obrir-se un camí que cap navegant havia conegut fins aleshores; però es va guardar bé de donar a conèixer aquest atrevit projecte tement que es procurés dissuadir-lo en vista dels perills que havia de córrer i que li desanimessin les tripulacions. Als perills naturals inherents a aquesta empresa, s'unia encara un desavantatge per a ell, i era que els comandants de les altres quatre naus, que havien de trobar-se sota el comandament, eren els seus enemics, per la senzilla raó que eren espanyols i Magallanes portuguès . | » |
| — A. Pifafetta | |   |

Tot i així, Juan Sebastián Elcano, que es faria càrrec de l'expedició després de la mort de Magallanes, no ho esmenta ni una sola vegada.